# Lukoil Neftochim Burgas
Koordinaten: 42° 32′ 44″ N, 27° 20′ 0″ O

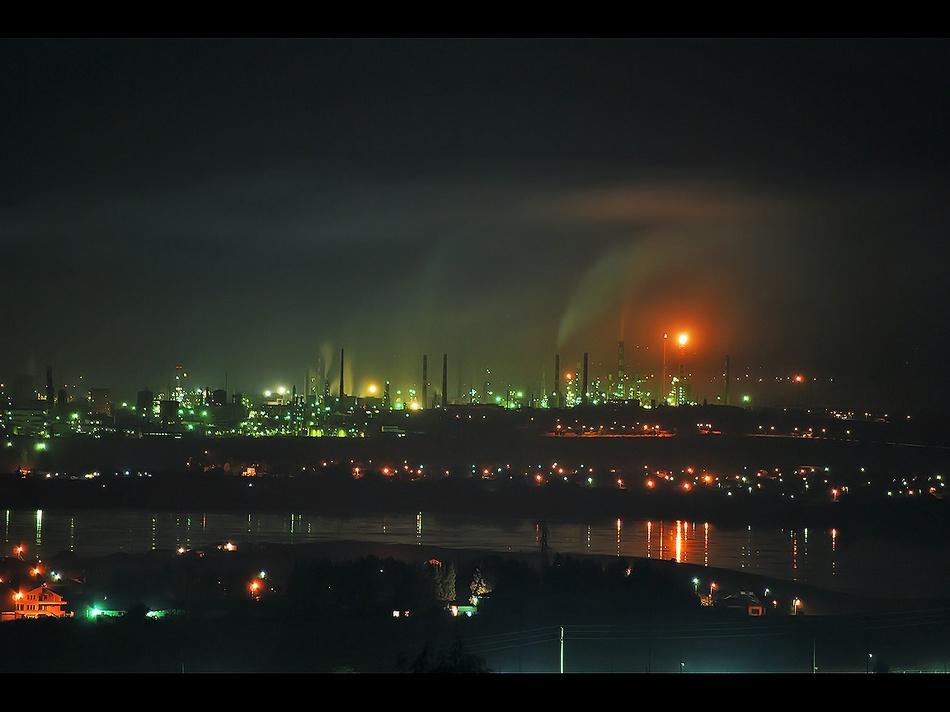
Die LukoilNeftochim Burgas bei Nacht

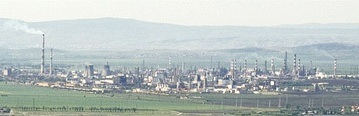
Die Raffinerie vom Burgassee aus

Lukoil Neftochim Burgas ist eine bulgarische Öl- und Ölverarbeitungsraffinerie (Petrochemie) westlich der Stadt Burgas. Sie wurde 1963 gegründet.
Das Unternehmen gehört zu 93 % der Lukoil Europe Holdings B.V. Die restlichen sieben Prozent sind im Besitz des bulgarischen Staates. Die Raffinerie hatte für 2008 einen Umsatz von 6875 Millionen Lewa.
Mit einer Verarbeitungskapazität von 176.800 Barrel Rohöl am Tag (ca. 8 Millionen Tonnen im Jahr) ist die Raffinerie die größte in Südosteuropa und der größte Arbeitgeber Bulgariens. 1999 wurde die Raffinerie privatisiert. Dabei kaufte die russische Lukoil 58 Prozent der Anteile für 101 Millionen US-Dollar. Weitere Anteile wurden an der Bulgarischen Wertpapierbörse gehandelt. 2005 kaufte die Lukoil Europe Holdings alle gehandelten Anteile auf und kontrolliert  heute 93 Prozent von Neftochim Burgas.
Ende Januar 2012 kündigte Lukoil Neftochim Burgas an, bis 2015 Investitionen in Höhe von 1,5 Milliarden US-Dollar zu tätigen und 3000 neue Arbeitsplätze zu schaffen.
```
Dabei sollen neue Anlagen für 
Hydrocracken
 und 
Katalytisches Reforming
 gebaut, bzw. die bestehenden ersetzt werden. Durch die neuen Anlagen soll auch die 
Luftverschmutzung
 verringert werden.
[
5
]
[
6
]
```

2016 war sie laut Europäischer Umweltagentur der zweitgrößte Emittent von Schwefeldioxid unter allen Raffinerien in EU-Staaten.
Seit dem Beginn des russischen Überfalls auf die Ukraine am 24. Februar 2022 wird ein Ölembargo der EU gegen Russland diskutiert und vorbereitet. Der Vize-Ministerpräsident Bulgariens, Assen Wassilew, hat Anfang Mai 2022 mitgeteilt, die Raffinerie Burgas brauche noch Zeit für die Ausweitung ihrer Entschwefelung, sollte sie nur noch nicht-russisches Öl verarbeiten. Die Hälfte des dort verarbeiteten Öls komme noch aus Russland.
Am 27. April 2022 stoppte Gasprom seine Gaslieferungen an Polen und Bulgarien. Die Regierungen hatten sich geweigert, in Rubel zu bezahlen. Bulgarien (6,5 Millionen Einwohner) kaufte bis dato über 90 Prozent seines Gasbedarfs in Russland.
- Siehe auch: FC Neftochimic; BK LUKoil Neftomchimic